# سیرک رومی مریدا
سیرک رومی مریدا یا سیرکوس ماکسیموس یک سیرک رومی در کُلونی رومی آگوستا امریتا – مریدا کنونی در اسپانیا – بود که در مرکز استان رومی لوزیتانیا قرار داشت. در دوران روم باستان برای مسابقات ارابه‌رانی استفاده می‌شد و از سیرک ماکسیموس در رم و دیگر ساختمان‌های سیرک در سراسر امپراتوری الگوبرداری شده بود. اندازه آن بیش از ۴۰۰ متر (۱٬۳۰۰ فوت) در طول و ۳۰ متر (۹۸ فوت) عرض است و می‌تواند تا ۳۰۰۰۰ تماشاگر را در خود جای دهد. اگرچه در حال حاضر ویرانه است، اما یکی از بهترین نمونه‌های حفظ شده سیرک رومی است.
این بخشی از مجموعه باستان‌شناسی مریدا است که یکی از بزرگ‌ترین و گسترده‌ترین سایت‌های باستان‌شناسی در اسپانیا است و در سال ۱۹۹۳ توسط یونسکو به عنوان میراث جهانی اعلام شد.

## تاریخچه
در مورد تاریخ گذاری سیرک اتفاق نظر وجود ندارد، زیرا چندین سال قبل از وقف رسمی آن ساخته شده و مورد استفاده قرار گرفته است. به نظر می‌رسد که حدود سال ۲۰ قبل از میلاد ساخته شده و حدود ۳۰ سال بعد افتتاح شده باشد. این بنا بسیار خارج از دیوارهای شهر قرار داشت، اما نزدیک به جاده ای بود که شهر را به تولدو و کوردوبا متصل می‌کرد.
پس از سقوط امپراتوری روم غربی و ظهور مسیحیت در اسپانیا، سیرک بیشتر از سایر سازه‌های رومی مریدا استفاده می‌شد، زیرا مسابقه در مقایسه با نمایش‌های تئاتر و آمفی‌تئاتر گناه صغیره تلقی می‌شد.